# Moyosi rugosa
Moyosi rugosa är en spindelart som först beskrevs av Alfred Frank Millidge 1991.  Moyosi rugosa ingår i släktet Moyosi och familjen täckvävarspindlar. Inga underarter finns listade i Catalogue of Life.